# Cratere Respighi
Respighi è un cratere lunare da impatto situato a sud-est del cratere Dubyago, nei pressi del lembo orientale della Luna.
È di forma circolare, con un diametro di circa 18 chilometri, ed ha alte creste perimetrali che decliviano piuttosto dolcemente verso il piano di fondo, relativamente scuro.
Prende il suo nome dall'astronomo e matematico piacentino Lorenzo Respighi  (Cortemaggiore, 1824 - Roma, 1889).